# Attribut (kendetegn)
 For alternative betydninger, se Attribut. (Se også artikler, som begynder med Attribut)
 Der er for få eller ingen kildehenvisninger i denne artikel, hvilket er et problem. Du kan hjælpe ved at angive troværdige kilder til de påstande, som fremføres i artiklen.

Attribut er et væsensmærke, kendetegn eller symbolsk genstand, der især knyttes til guder og således indgår i gudernes samlede ikonografi. Attributternes funktion er blandt andet at skabe genkendelighed, når guderne afbildes og for nemt at kunne begribe gudernes forskellige kvaliteter, da attributterne som regel afspejler den rolle guden spiller i den religiøse fortælling. For eksempel er en le forbundet med døden. I forskellige mytologier er guderne har guderne som regel en genstand eller værktøj, de har med sig. For eksempel drejer det sig om Thors hammer, Zeus' lyn, Huitzilopochtlis kolibrihjelm og Shivas tredje øje.
| Religion | Spire Denne religionsartikel er en spire som bør udbygges. Du er velkommen til at hjælpe Wikipedia ved at udvide den. |